# فراری پی۵/۴
فراری پی۵/۴ (که با نام رسمی فراری پی۵/۴ پینین‌فارینا (به انگلیسی: Ferrari P4/5 by Pininfarina) شناخته می‌شود) یک خودروی اسپورت است که توسط سازنده خودروهای اسپورت ایتالیایی فراری ساخته شده است، اما توسط پینین‌فارینا برای کارگردان فیلم جیمز گلیکنهاوس، پسر ست گلیکنهاوس، بزرگ بورس اوراق بهادار، بازطراحی شده است.
این خودرو در ابتدا یک انزو فراری ۲۰۰۳ بود، اما جیمز گلیکنهاوس مالک خودروهای مسابقه ای دهه ۱۹۶۰ فراری، سری پی را ترجیح داد. هزینه پروژه گلیکنهاوس ۴ میلیون دلار آمریکا بود و در اوت ۲۰۰۶ در پبل بیچ کانکورز دلیگانس به‌طور رسمی به عموم ارائه شد. در ژوئیه ۲۰۰۶ چندین وبگاه مجاز به انتشار تصاویری از مدل گلی شدند.

## توسعه
در مارس ۲۰۰۵، پینینفارینا با گلیکنهاوس تماس گرفت و از او پرسید که آیا او علاقه‌مند به راه‌اندازی یک خودروی یکباره است یا خیر. آندریا پینینفارینا، نوه بنیانگذار شرکت بعداً گفت: «فراری ۶۱۲ کاپا و این پی۵/۴ اولین هستند. اما ما می‌خواهیم این تجارت را توسعه دهیم.» که نشان می‌دهد پینینفارینا علاقه‌مند به تولید خودروهای منحصر به فرد دیگری است. گلیکنهاوس پاسخ داد که یک فراری پی مدرن می‌خواهد و در ژوئن همان سال قراردادی را با پینین‌فارینا امضا کرد تا این خودرو را با قیمت حدوداً ۴ میلیون دلار تولید کند، اما در مصاحبه‌ای گفت: «احساس می‌کنم که آنها بیشتر از من به من دادند. انتظار می‌رود». گلیکنهاوس آخرین انزو فراری فروخته نشده را خریداری کرد و پس از دریافت ماشین آن را به پینینفارینا برد تا شبیه P4 خود که به پینینفارینا نیز تحویل داده بود، دوباره طراحی شود. رهبر تیم طراحی پینینفارینا، کن اوکویاما، گفت که «پینینفارینا می‌خواست از طراحی یکپارچه‌سازی با سیستم عامل دور بماند و به سمت یک ابرخودروی آینده نگر حرکت کند» زیرا آنها از فرصتی برای ساخت ماشین هیجان زده بودند، نه فقط طراحی آن.

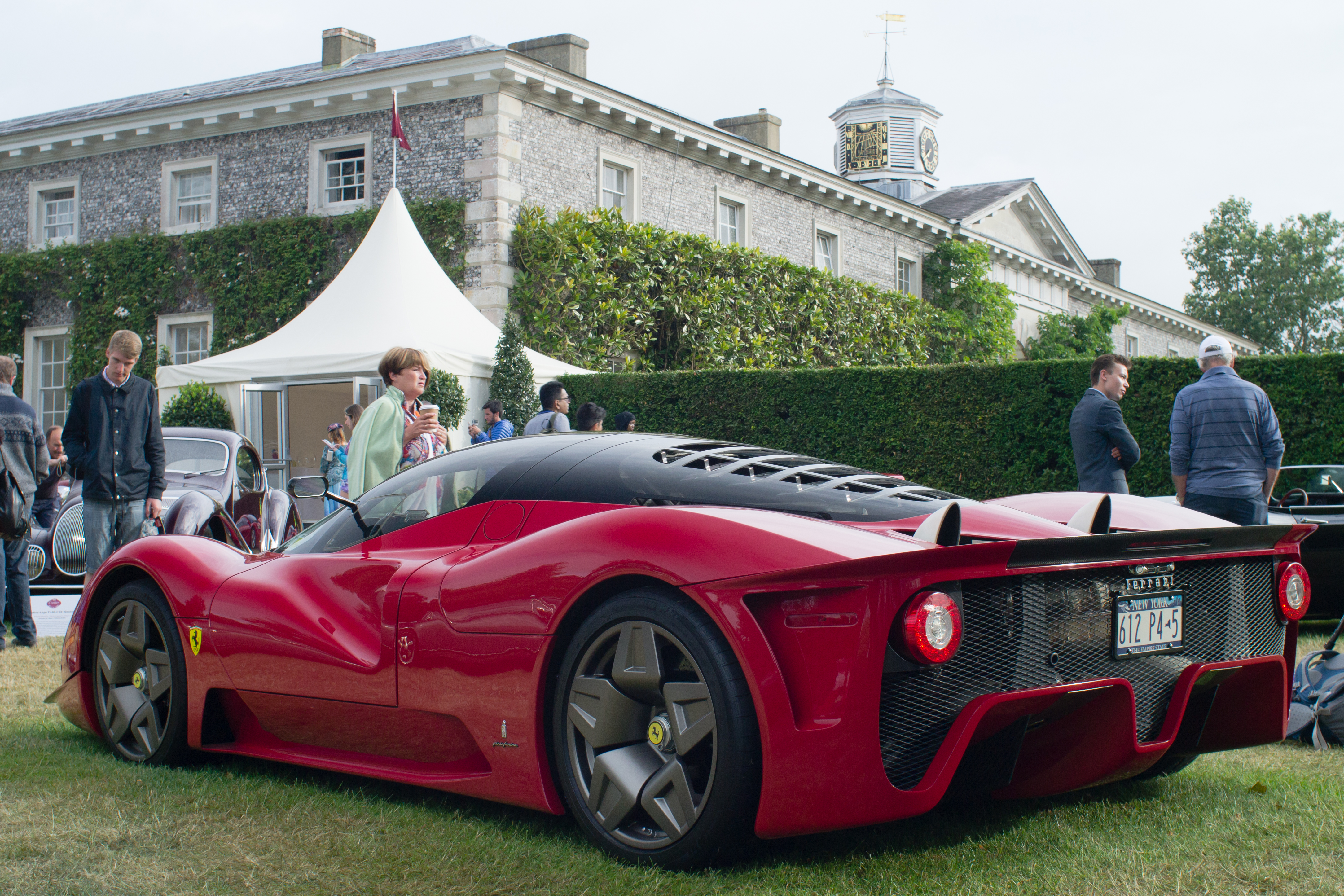
نمای پشت

### پیشرانه
پی۵/۴ همان موتور انزو فراری را دارد که روی آن ساخته شده است، ۶۵ درجه فراری F140 B وی۱۲. ۱۲ سیلندر مجموعاً ۵٬۹۹۸ سانتی‌متر مکعب (۳۶۶ اینچ مکعب) گنجایش دارند که هر کدام دارای ۴ سوپاپ است. توان خروجی هم مانند انزو با ۶۶۰ اسب بخار متری (۴۸۵ کیلووات؛ ۶۵۱ اسب بخار) است در ۷۸۰۰ دور در دقیقه و گشتاور ۶۵۷ نیوتن متر (۴۸۵ پوند-فوت) در ۵۵۰۰ دور در دقیقه، با ردلاین در ۸۲۰۰ دور در دقیقه. پی۵/۴ از جعبه‌دنده ۶ دستی خودکار انزو با پدال‌های تعویض دنده مشکی پشت فرمان استفاده می‌کند. دارای دو دکمه نشانگر جهت است که یکی در هر طرف فرمان نصب شده است.